# The Legend of Dragoon
The Legend of Dragoon är ett datorrollspel utvecklat och publicerat av Sony Computer Entertainment till Playstation.
Spelet släpptes den 2 december 1999 i Japan, 11 juni 2000 i USA och 19 januari 2001 i Europa till Playstation samt sedan till Playstation Network december 2010 i Japan och maj 2012 i USA.

## Mottagande
| Mottagande      | Mottagande    |
| Samlingsbetyg   | Samlingsbetyg |
| Tjänst          | Betyg         |
| --------------- | ------------- |
| Metacritic      | 74/100        |
| Recensionsbetyg |               |
| Publikation     | Betyg         |
| Gamespot        | 6,4/10        |
| IGN             | 7/10          |